# 亞爾斯蘭戰記
《亞爾斯蘭戰記》（日語：アルスラーン戦記）是田中芳樹自1986年開始連載的奇幻小說，1至10卷由角川書店的角川文庫出版；後改為光文社出版，1至10卷重新再版，並發行11卷以後的小說。本作在1990年代曾推出漫畫和動畫：漫畫版當時名為《阿爾斯朗戰記》，由中村地里繪畫，台灣東販代理中文版；動畫第一、二部以劇場版分別於1991年和1992年推出，其後在1993年至1995再發行4部OVA。
2013年7月9日在《別冊少年Magazine》推出由《鋼之鍊金術師》作者荒川弘繪畫的漫畫版，並對部分情節進行了改編。2014年11月宣佈第三度動畫化，並將改編為電視動畫：與前作不同，電視動畫將以荒川弘的漫畫版為藍本用作改編，於2015年4月5日開始播放第1期。2015年10月宣佈製作電視動畫第2期《亞爾斯蘭戰記 風塵亂舞》，於2016年7月播放。
漫畫版在2024年「BookLive!讀者票選」奇幻漫畫類第8名。

## 故事簡介
第一部為小說的第1至7卷，講述大陸強國「帕爾斯王國」因鄰國「魯西達尼亞」入侵時，手下大將叛變而令首都淪陷，王太子阿爾斯蘭在猛將「達龍」的協助下死裏逃生，並前往請求智將「那爾撒斯」幫助，在兩人的輔佐之下途中招募猛將，並踏上艱辛的復國之路。
第二部從小說第8卷開始，全篇16卷於2017年12月完結。

## 登場角色

### 主要人物
亞爾斯蘭（聲：山口勝平／小林裕介；（港）梁偉德）
本作的主角。故事開始時為14歲，目前為18歲。
帕爾斯國王─安德拉寇拉斯三世之子，也就是王太子。後來成為帕爾斯第十九代國王。有著晴朗夜空般的深藍色眼瞳，個性溫柔敦厚。
知人善用，以「當我成功驅逐魯西達尼亞軍後就讓你擔任宮廷畫家」的條件說服了那爾撒斯擔任幕僚。擁有優異的感性，這讓很多人都自願跟隨他。
武術其實比一般人要優秀一些，在小說第二部時取得「獅子獵人」的稱號。
初次上戰場是在亞特羅帕提尼會戰的時候，結果帕爾斯軍因萬騎長─卡蘭的背叛而幾乎全軍覆沒，在達龍的保護下兩人一起逃出戰場。在那之後，達龍的摯友那爾撒斯以軍師的身分加入亞爾斯蘭的陣營，並以收復帕爾斯失土為目標邁進。
小說第二部時收復王都——葉克巴達那並登基為王，因廢除了帕爾斯沿用至今的奴隸制度，人稱「解放王」。一直都過著簡樸的生活，人民亦相當讚賞其親切的態度。被逐出後的魯西達尼亞以惡毒的言語諷刺其作為，奇夫則給予「陛下才不是那種狡猾的人」的評價。
興趣是和耶拉姆一起默默觀察著城中人民的生活。最近經常遇到嚴重的事件。
達龍（聲：井上和彦／細谷佳正；（港）李錦綸（OVA）／關令翹→麥皓豐（動畫））
十六翼將之一。帕爾斯的萬騎長，也是帕爾斯第一勇將。初登場時為27歲。帕爾斯大將軍巴夫利斯的姪子。穿著有紅色內裡的披風和黑色的甲冑，騎著黑色的愛馬黑影號。以黑色戰士的稱號威震大陸公路諸國。過去曾將被稱為大陸公路最強武人的特蘭王弟給斬殺而有了「戰士中的戰士」的稱號，於出兵辛德拉時又獲得了「猛虎將軍」的頭銜。在十二位萬騎長中最為年輕。
個性嚴謹樸實，是充滿感性的亞爾斯蘭的精神支柱。不過仍是會對摯友那爾撒斯的畫提出抱怨。
在第一次亞特羅帕提尼會戰帕爾斯軍戰敗後，救出陷於軍陣中的亞爾斯蘭後將其帶到友人那爾撒斯的隱居處。在之後日漸看見亞爾斯蘭不斷成長的王者資質而感到欣喜，忠誠心也日漸增加。
第二部開始時因為在趕走魯西達尼亞軍的作戰下立下大功，被亞爾斯蘭任命為大將軍，但本人以仍想在第一線戰鬥而拒絕，並推薦奇斯瓦特擔任大將軍一職。在古拉傑、吉姆沙於魔軍入侵相繼戰死，奇斯瓦特擔下敗戰責任辭去大將軍職位後，在亞爾斯蘭再度相請下成為新任大將軍。
那爾撒斯（聲：鹽澤兼人／浪川大輔；（港）蘇強文（OVA）／黃啟昌（動畫））
十六翼將之一。達龍的摯友，並且被譽為帕爾斯的智將。不僅擁有過人的頭腦，劍術也相當了得。前戴拉姆領主，是亞爾斯蘭的軍師兼亞爾斯蘭在政治、軍事上的老師。過去曾巧妙的運用流言就瓦解了邱爾克、特蘭、辛德拉的三國聯軍，並因此功被安德拉寇拉斯三世拔擢為宮廷書記官。但是在勸諫安德拉寇拉斯三世於內政上的缺失時卻不被採用，加上檢舉了其他官僚的腐敗而遭刺殺，加上不想在宮廷繁瑣的規矩下生活而辭職並自動歸還領地並解放其奴隸，帶著侍童耶拉姆歸隱山中。敵人畏懼他的謀略，友人畏懼他的繪畫技術。相當沒有藝術天分卻很喜歡畫畫（當初會加入亞爾斯蘭的陣容也是因為此原因），而且對自己的繪畫技術頗為自豪。
在第一次亞特羅帕提尼會戰後藏匿了因帕爾斯軍戰敗而逃亡的達龍與亞爾斯蘭，並在這期間因亞爾斯蘭提出於趕走魯西達尼亞軍後就聘他為宮廷畫家的條件而決定重新出仕。
精通帕爾斯鄰近諸國的語言，於政務和軍事上都極為擅長。在辛德拉的王位爭奪戰後暫時就任為中書令，之後改任軍機卿。希望亞爾斯蘭廢除帕爾斯國長久以來的陋習——「奴隸制度」，並解說其中的錯誤，之後也成了亞爾斯蘭執政後的施政要點。
耶拉姆（聲：佐佐木望／花江夏樹；（港）區瑞華（OVA）／鍾見麟（動畫））
十六翼將之一。原為戴拉姆奴隸之子，那爾撒斯解放戴拉姆的奴隸後視前領主為自己父母的恩人，而自願服侍那爾薩斯，並學習各種學問。十六翼將中最年少的人，初登場時僅13歲。
從亞爾斯蘭請出那爾撒斯下山相助開始，在逃往培沙華爾城、遠征辛德拉、亞爾斯蘭被放逐到奪回王都等事件中與亞爾斯蘭有了超越身分關係的不錯交情。
在智能（包括辛辣的評價他人）發展上的銳利度不下於那爾撒斯。常為了那爾撒斯而和亞爾佛莉德鬥嘴。為了潛入而很常打扮為女性。
奇夫（聲：矢尾一樹／KENN；（港）馮錦堂（OVA）／林筠翔（動畫））
十六翼將之一。自稱是旅行樂師的美青年。隨身配著劍、弓與樂器、喜愛美女。其中以弓箭技巧最是出神入化，於葉克巴達那被包圍時在城牆上射殺了遭受魯西達尼亞汙辱的萬騎長夏普爾。
自稱是美和幸運同時也是處女守護神的亞希女神的信徒，將法蘭吉絲視為亞希女神的化身。因為對法蘭吉絲有好感而追隨著她加入了亞爾斯蘭一方。
性格有些讓人捉摸不定，但言詞犀利、觀察力極為敏銳。
是第一個提出「解放王」敬稱，並將其冠在亞爾斯蘭身上的人。
法蘭吉絲（聲：勝生真沙子／坂本真綾；（港）陸惠玲（OVA）／曾秀清（動畫））
十六翼將之一。信奉密斯拉神的女神官。擁有出神入化的箭藝，並能用水晶笛與精靈們對話。是神殿以「守護亞爾斯蘭王子」為目的將其派出（實際上比較有可能是被流放）。
有著出色的美貌，其自認是絕世美女的態度卻不會引起他人反感。包括奇夫、克巴多、拉傑特拉在內都曾表示過追求之意，不過本人總是冷淡的拒絕。
是非常厲害的酒豪，心懷不軌的奇夫和拉傑特拉兩人聯手灌酒下都能先把兩人給灌倒，自己則若無其事地離開。

### 帕爾斯

#### 十六翼將
是指奉亞爾斯蘭為主、被人稱之為「解放王亞爾斯蘭的十六翼將」的人們。實際上在帕爾斯的軍事制度中並未有此職階。主要是以和亞爾斯蘭一同奪回王都葉克巴達那、並在那之後於亞爾斯蘭統治的王朝下極為活躍，於後世被當成傳說英雄看待的武人之敬稱。在後來吟遊詩人傳唱亞爾斯蘭的事跡時，都會問到「是否知曉十六翼將之名？」，聽眾也會跟著熱烈回答。
達龍
詳見達龍。
那爾撒斯
詳見那爾撒斯。
耶拉姆
詳見耶拉姆。
奇夫
詳見奇夫。
法蘭吉絲
詳見法蘭吉絲。
亞爾佛莉德（聲：佐佐木優子／沼倉愛美；（港）沈小蘭（OVA）／葉曉欣（動畫））
軸德族族長的女兒，梅魯連的胞妹。初登場時16歲。因為受到那爾撒斯的幫助而決定加入亞爾斯蘭一方，對那爾撒斯一見鍾情，並以當上他的妻子為目標而努力。
因為是騎馬民族出身，所以在馬術和弓箭技巧上十分出色，本人表示料理與弓箭都是自己的得意技能。
性格爽朗明快，和年紀差不多的艾絲特兒交情還不錯。和耶拉姆常為了那爾撒斯而鬥嘴。
亞爾斯蘭被流放至基蘭時意外地與軸德族人恢復聯繫，而軸德族隨後在基蘭總督府掃蕩海盜之戰有功而被授予「軸德族的黑旗」。
奇斯瓦特（聲：中村大樹／安元洋貴；（港）張炳強（OVA）／劉奕希（動畫））
帕爾斯十二名萬騎長之一。因擅使雙劍而被人稱為「雙刀將軍」。蓄著長鬚。因為飼養的一對老鷹(告命天使、告死天使)和亞爾斯蘭極為投緣而和他有著不錯的交情。
故事開始時與同僚巴夫曼駐守在東方國境的培沙華爾城，但曾駐於帕爾斯西方邊境而為密斯魯國軍隊忌憚。
為代代侍奉帕爾斯的武將家族出身，因而安德拉寇拉斯三世回歸後曾不得不在聽從國王之命和本人對亞爾斯蘭的好感中苦惱許久。
第二部時在達龍的推薦下成為大將軍，但因古拉傑和吉姆沙因魔軍入侵而戰死後感到自責，於是辭去大將軍一職。
克巴多（聲：中田和宏／三宅健太；（港）招世亮（OVA）／張錦江→陳卓智（動畫））
萬騎長之一。自稱「單眼獅子」，左眼因負傷而失明，傳聞是「與三頭龍戰鬥而負傷」，通稱「吹牛的克巴多」。
個性磊落豪爽，十分關心部下與弱者，因而受到部屬的敬仰。因為常常有話直說的緣故而與人起衝突。
在第一次亞特羅帕提尼會戰中也參與戰鬥，是少數在亞特羅帕堤尼平原會戰中的生還者，對安德拉寇拉斯三世拋下部屬先行撤離這點感到不滿與失望，於是在脫離戰場後就開始流浪生活，並在這期間因同僚沙姆的緣故而和席爾梅斯一起奮戰過，但看不慣對方戴著面具遮掩身分的行為而又離開。
最後在因緣際會下輾轉加入到亞爾斯蘭一方。安德拉寇拉斯三世回歸後則代替跟隨亞爾斯蘭的達龍率領其部隊而參加過王都奪回戰。
特斯（聲：小杉十郎太／土田大；（港）蘇強文（動畫））
帕爾斯的武將，沉默寡言，擅使那巴達國傳來的鐵鍊術。本在南方的薩拉擔任守備隊長職位，在亞爾斯蘭發出檄文要求有志之士一同驅逐入侵的魯西達尼亞軍後隨之響應而來到培沙華爾城。
不管是擾亂敵軍後方還是固守據點等不怎麼引人注目的任務都能確實完成而受到亞爾斯蘭很高的評價。
後娶了戰友巴尼帕爾的三名女兒為妻。
第二部在薩拉邦特死後接任王都葉克巴達那的城司，在地震襲擊王宮時為了守護亞爾斯蘭而被掉落的瓦礫砸死。
伊斯方（聲：無／小西克幸；（港）鄺樹培（OVA）／曹啟謙（動畫））
帕爾斯萬騎長夏普爾同父異母的弟弟，素有「被狼養大的男人」之稱。20歲出頭。父親的正妻將母親和剛出生的他丟到雪山上，年幼的伊斯方因為野狼替他保暖而撐到兄長夏普爾來救，因此對兄長極為敬重。在亞爾斯蘭發出檄文要求有志之士一同驅逐入侵的魯西達尼亞軍後隨之響應而來到培沙華爾城。
與兄長同樣是個認真正直的人，曾和射殺了兄長的奇夫起過衝突。
安德拉寇拉斯三世回歸後曾同特斯秘密地向奇斯瓦特表達過對亞爾斯蘭遭流放的不滿。
薩拉邦特（聲：星野充昭／小野友樹；（港）盧國權（OVA）／巫哲棋（動畫））
歐克薩斯領主姆瑞普之子。在亞爾斯蘭發出檄文後而投至王太子旗下。因為嫌棄自己看起來太過年輕的臉而蓄起鬍鬚。剛開始時對出身辛德拉的加斯旺德有著偏見；曾和當時為特蘭武將的吉姆沙刀刃相向時被其吹箭所傷，但在安德拉寇拉斯三世回歸並放逐亞爾斯蘭後與吉姆沙一起脫離培沙華爾城，並投奔到亞爾斯蘭旗下，兩人之間則培養出了奇妙的友誼，之後更拋棄偏見與加斯旺德和解。
第二部時接任王都警備隊隊長和葉克巴達那城司一職，在修復被魯西達尼亞軍破壞的水道管線和把握工人的情緒上都有出色的表現。在執行亞爾斯蘭要求的免費治療所時前往王都的地下神殿調查，但遭到獨手的有翼猿鬼從背後襲擊而死，是十六翼將的第一位戰死者。
加斯旺德（聲：優希比呂／羽多野涉；（港）鄺樹培（OVA）／李凱傑（動畫））
辛德拉國卡迪威王子派的宰相馬赫德拉的屬下（從本作中的描述來看有可能是馬赫德拉的私生子）。在卡迪威與拉傑特拉爭奪王位時受到亞爾斯蘭的三次救助，在卡迪威死後失去立足點而決定跟隨救命恩人亞爾斯蘭。之後成為亞爾斯蘭的侍衛，並代替達龍守護其安危。
安德拉寇拉斯三世放逐亞爾斯蘭後與達龍等人一起脫離培沙華爾城去追隨亞爾斯蘭。
武藝優秀，個性誠實溫和，即使被騙也會因為覺得能幫上對方而感到欣喜。
吉姆沙（聲：中原茂／齊藤壯馬；（港）魏惠文（OVA）／黃積權（動畫））
遊牧民族王國特蘭的年輕武將。20歲左右，仍帶著些許少年氣息的年輕武人。馬上功夫與塗毒吹箭的的高手，一度將薩拉邦特打到瀕死。不過在那爾撒斯的計謀下被迫逃出特蘭軍，並為亞爾斯蘭軍給俘獲。於安德拉寇拉斯三世回歸後本要將他祭旗，不過在奇斯瓦特的調度與薩拉邦特的協助下一同逃出，之後投奔亞爾斯蘭一方。
認為亞爾斯蘭雖然文弱，但卻是個大方的君主而感到喜悅，但因為價值觀與加斯旺德不同而常遭受對方懷疑的目光看待。
梅魯連（聲：子安武人／日野聰；（港）黎偉明（OVA）／陳耀楠（動畫））
軸德族族長的兒子，亞爾佛莉德的胞兄。19歲。父親死後便為了尋找下落不明的妹妹亞爾佛莉德而四處流浪。因為與克巴多相遇而一同旅行了一段時間，之後與妹妹亞爾佛莉德再見而加入到亞爾斯蘭一方。
自稱是「帕爾斯第二的弓箭高手」（不過在看到奇夫和法蘭吉絲的表現後就認為需要訂正一下）。曾保護過為了尋找席爾梅斯而來到帕爾斯的馬爾亞姆內親王伊莉娜。
在亞爾斯蘭奪回王都時，率領軸德族英勇奮戰，立下第一個進入葉克巴達那城的功績。
雖然有著俊俏的臉龐，但因為常擺出不耐煩的表情而引起他人的誤會。
古拉傑（聲：若本規夫／津田健次郎；（港）陳卓智（動畫））
帕爾斯的海商。初登場時30歲。是個長年在海上航行的緣故而曬的膚色黝黑的海上男兒。
自稱會說包括帕爾斯語在內、共20多國以上的語言，長於辯論和情報分析。和要討伐海盜的亞爾斯蘭結下緣分而加入其陣營，經那爾薩斯的推薦而在王子北上準備討伐魯西達尼亞軍時暫代基蘭的總督一職。
在奪回王都時與梅魯連、薩拉邦特運來大量糧食保證城內居民的安全。
派拉夫達
之前的經歷請參考冬·里加路德（ドン・リカルド）。
失去了過去所有記憶的青年，艾絲特兒的追隨者。
隨艾絲特兒加入了向擊敗了波坦而登基為馬爾亞姆王的吉斯卡爾的請願團，並在途中與舊友歐拉貝利亞相遇。在滯留期間中與盜賊戰鬥，其中因不明的原因而恢復了過去的記憶。
因為吉斯卡爾的計謀而與艾絲特兒一同向帕爾斯逃亡。之後因某人的死而決定捨棄身為魯西達尼亞人的過去，而選擇以帕爾斯的派拉夫達加入亞爾斯蘭麾下。

#### 帕爾斯王族
安德拉寇拉斯三世（聲：大塚明夫／菅生隆之；（港）張炳強（OVA）／陳欣（動畫））
帕爾斯第十八代國王。亞爾斯蘭的父親，王妃為泰巴美奈。44歲，武力卓絕且身經百戰的勇者。即位為王前曾是帕爾斯的大將軍，是精通劍術與鐵鍊術的高手，武藝不在達龍與席爾梅斯之下。
個性剛愎自用且心胸狹隘，凡事都只用武力與戰爭來解決，對日漸腐敗的內政卻撤手不管。
第一次亞特羅帕提尼會戰中於撤離時被俘，之後憑個人之力帶著王妃逃出。最後於反攻回王都後被魯西達尼亞國王伊諾肯迪斯七世抓住一起跌落高塔而死。
遺體被葬在王家墓地中，但被撒哈克一黨盜走。
泰巴美奈（聲：彌永和子／田中敦子；（港）黃麗芳（OVA）／梁少霞（動畫），另譯：泰巴美娜）
安德拉寇拉斯三世的王妃，亞爾斯蘭名義上的母親。
年齡不詳，但約在30幾歲。有著妖豔的美貌而讓無數的男性著迷，本為巴達夫夏公國宰相的未婚妻，但因其美貌而被巴達夫夏公王卡優馬爾斯奪為妃子。後來帕爾斯吞併巴達夫夏，當時是帕爾斯大將軍的安德拉寇拉斯想娶其為妻，但卻被歐斯洛耶斯五世打算納為自己的妃嬪，在歐斯洛耶斯五世死後則嫁給了安德拉寇拉斯三世。而在魯西達尼亞佔領葉克巴達那期間則受到伊諾肯迪斯七世的求愛。
與安德拉寇拉斯三世之間有個孩子，但因為是女孩不具王位繼承權，加上生產時發生問題導致泰巴美奈無法再生育而讓這孩子被送走，並收養亞爾斯蘭來掩人耳目。
在亞爾斯蘭即位後，就歸隱到出身之地巴達夫夏公國靜渡餘生。
歐斯洛耶斯五世（聲：無／石塚運昇）
帕爾斯第十七代國王。安德拉寇拉斯三世的兄長與席爾梅斯名義上的父親，第一部故事開始前已過世。
傳言是被安德拉寇拉斯三世暗殺，但實際上是病死，而且在死前託付安德拉寇拉斯三世讓他殺死席爾梅斯，想要終結錯誤的王家祕史。
作為國王評價普通，沒有顯著的功績或為人民所熱愛，晚年同其父王哥達爾塞斯二世有迷信的傾向。
哥達爾塞斯二世
帕爾斯第十六代國王。歐斯洛耶斯五世與安德拉寇拉斯三世的父親，第一部故事開始前已過世。於內政與外交上皆有出色手段的賢王。但有著極為迷信的缺點。
因為聽信流浪占卜師的占卜及預言而與自己的兒子歐斯洛耶斯五世的妻子有染，生下席爾梅斯。

#### 安德拉寇拉斯三世的武將
指亞爾斯蘭即位為王前的帕爾斯武將。
巴夫利斯（聲：池田勝／津田英三；（港）源家祥（OVA）／譚炳文（動畫））
安德拉寇拉斯三世即位以來便就任為大將軍的帕爾斯武將第一人。達龍的伯父。安德拉寇拉斯三世最忠實的心腹。也是能理解亞爾斯蘭、達龍、那爾薩斯等人理想的人。
第一次亞特羅帕提尼會戰時要求達龍對亞爾斯蘭個人獻上其忠誠，於戰後掩護安德拉寇拉斯三世撤離時手臂受傷，之後被席爾梅斯斬殺。
巴夫曼（聲：中庸助／武虎；（港）陳曙光（OVA）／陳永信（動畫））
十二位萬騎長之一。與大將軍巴夫利斯是多年的戰友與好友，在萬騎長中以62歲的年齡居首的老將。雖然髮鬚皆已灰白，但身體狀況仍不輸給年輕人。過去曾是席爾梅斯的老師。
因為收到巴夫利斯的信而得知亞爾斯蘭的身世之秘而感到苦惱，在席爾梅斯潛入而遭到圍攻時出言相救讓他逃走，而令亞爾斯蘭受到極大的精神衝擊。在亞爾斯蘭介入辛德拉的王位爭奪戰時也跟著參戰，最後被卡迪威投擲的槍命中而死。
在戰場上維持士兵戰意的功夫無人能出其右，死後受到亞爾斯蘭麾下諸將的以禮相待並感到惋惜。其統率的部隊之後由達龍率領。
動畫版中於在辛德拉進攻帕爾斯前因席爾梅斯刺殺亞爾斯蘭時掩護亞爾斯蘭而死。並希望亞爾斯蘭能成為明主。
夏普爾（聲：大滝進矢／小西克幸；（港）林保全（OVA）／黃積權（動畫））
十二位萬騎長之一。伊斯方的異母兄長。是個注重禮儀、堅守騎士道的人。與同為萬騎長的克巴多之間的不和是很有名的事，在萬騎長集結時兩人必會遠遠隔開。
在第一次亞特羅帕提尼會戰中因火和箭矢而身受重傷，之後為魯西達尼亞軍給俘虜。在葉克巴達那城門前受到波坦的拷問而希望友軍將自己殺死不要承受敵人的汙辱，最後為奇夫的箭給射殺，享年36歲。
加爾夏斯夫（聲：無／乃村健次）
十二位萬騎長之一。未參加第一次亞特羅帕提尼會戰，而是與同僚沙姆一同駐守王都葉克巴達那。
與沙姆相比顯得較為直接，手段也很凌厲。最後在葉克巴達那陷落後被亂刺死。
馬奴契爾夫
十二位萬騎長之一。在第一次亞特羅帕提尼會戰中戰死，享年50歲，是馬術、刀法和弓術的名人，也擅長攻城戰和野戰。女兒是奇斯瓦特之妻。
海爾、卡爾普、克夏厄塔
十二名萬騎長中的三人。皆有參與第一次亞特羅帕提尼會戰。
達龍在尋找亞爾斯蘭的下落時曾從馬奴契爾夫手下的千騎長那得知了海爾（以及馬奴契爾夫）戰死的訊息，最後三人與其他戰死者一樣，首級被魯西達尼亞軍擺至陣前，以警告帕爾斯王都守軍投降。

#### 十六翼將以外的武將
指未列入「解放王亞爾斯蘭的十六翼將」之中，同樣也侍奉於亞爾斯蘭麾下的武將們。
（赤鬚）夏加德（聲：無／江川央生）
因亞爾斯蘭提出的趕走入侵的魯西達尼亞檄文而來到培沙華爾城勤王的武將。是魯項的熟人。因年近50而有一臉紅色鬍鬚而得到「赤鬚夏加德」的外號。是名門出身，精通實務，個性穩健且人望深厚。作為執政官時也頗有才能。
雖是帕爾斯人卻不擅長騎馬，因此乘著轎子行動。亞爾斯蘭第一次從培沙華爾城出征時率領一萬五千名步兵。
與同名的基蘭港出身的夏加德是不同的人。
魯哈姆（聲：無／木島隆一）
帕爾斯的將軍，因亞爾斯蘭提出的趕走入侵的魯西達尼亞檄文而來到培沙華爾城勤王的武將。亞爾斯蘭第一次從培沙華爾城出征時率領兩萬名步兵。
和古拉傑的同名心腹是不同的人。於第二部時因心臟病而死。
巴魯姆
帕爾斯的千騎長。原為巴夫曼的下屬，巴夫曼死後認同達龍作為新的萬騎長領導。而達龍追隨被放逐的亞爾蘭斯離開後，由克巴多成為新的長官。
對於克巴多的不負責任略有微詞，但並未被克巴多所斥責。
帕拉撒達
當培沙華爾城收到拉傑特拉通報的特蘭軍入侵情報時，被魯項派出至大陸公路通知亞爾斯蘭大軍的騎士。因一路的急行而累死馬匹，卻因而與克巴多萬騎長相遇。

#### 文官
魯項（聲：無／小山力也；（港）葉振聲（動畫））
原雷伊城主，帕爾斯軍在亞特羅帕堤尼會戰戰敗後，響應亞爾斯蘭發出的檄文前往培沙華爾城勤王。
人望深厚且處事公正，於貴族中有許多友人。
在那爾撒斯的推薦下亞爾斯蘭任命為中書令。安德拉寇拉斯三世回歸後就閒置而引起他人同情。亞爾斯蘭即位後任命為宰相。
帕斯堤亞
那爾撒斯在亞爾斯蘭舉兵收復國土時選用的會計監，曾經擔任大隊商副隊長，也曾在南方的港都薩拉的機關裡擔任負責會計的書記官。長於計算，精於文書，對各地方和實際商情也瞭如指掌。
夫斯拉布（聲：無／小形滿）
安德拉寇拉斯時代的帕爾斯宰相，因為胃腸不好而瘦弱得像個貧民。王都葉克巴達那陷落後試圖逃離王都失敗，遭魯西達尼亞兵殺害。
佩拉裘斯（聲：無／石川英郎；（港）陳廷軒）
基蘭港總督。亞爾斯蘭發現其貪污後逃亡不果，財產全充公作亞爾斯蘭軍資金。
費爾達斯
亞爾斯蘭時代的宰相魯項的族人，忠於職務，在亞爾斯蘭王底下擔任王墓管理官，負責守衛王陵。

#### 諸侯
荷迪爾（聲：無／土師孝也；（港）蕭徽勇）
帕爾斯的諸侯之一，卡歇城的城主。迎接了逃亡中的亞爾斯蘭一行，並意圖讓王太子迎娶自己的女兒好讓自己掌控朝政，同時打算排除掉亞爾斯蘭的同行者們。但計畫失敗，自己也被達龍斬殺。其死後亞爾斯蘭才知道他其實是個在奴隸間有極高聲望，也是很疼愛女兒的人。
特歐斯
那爾撒斯的父親與安德拉寇拉斯三世的舊友。戴拉姆地區的領主。在邱爾克、特蘭、辛德拉三國聯合軍意圖入侵帕爾斯時本打算出兵，但在出兵前卻因為從階梯上摔下而猝逝。
姆瑞普
薩拉邦特的父親，歐克薩斯領主。因年紀老邁而不能親自帶軍，故令其子薩拉邦特帶軍勤王。
克爾曼
歐克薩斯領主姆瑞普同父異母的哥哥。

#### 市民、其他
哈爾達修（聲：無／山本格）
軸德族的族長，梅魯連、亞爾佛莉德的父親。愛喝酒但酒品很差，不喜歡兒子梅魯連，但很溺愛女兒亞爾佛莉德。在要對付入侵其勢力範圍的席爾梅斯一行時為對方給斬殺。
娜絲玲
奇斯瓦特之妻，萬騎長馬奴契爾夫的女兒，祖母是馬爾亞姆人。
派特娜
巴尼帕爾的長女，特斯之妻，18歲。有穩重的風範，個性中溫柔不失堅毅。
可拉
巴尼帕爾的二女，特斯之妻，17歲。聰明伶俐，敏銳的機智溢於言表，行事態度積極，行動力相當強。
尤琳
巴尼帕爾的三女，特斯之妻，15歲。性情悠然自得，最不服氣的就是每次開口說話總是遭到兩個姊姊告誡。
蕾拉
19歲。見習女神官。擁有象徵高等貴族或王族出身的銀手環。被法蘭吉絲懷疑她是泰巴美奈王妃的親生女兒，即帕爾斯王室正統公主。
伊格里拉斯
曾是法蘭吉絲的戀人，同時也是古爾干的哥哥。黑色的頭髮及棕色的眼睛，身材高大。出身自自由民，但學業出眾、希望在神官之路上闖出一番事業。
因不滿能選為神官預備官者均為貴族身分，對階級懸殊者無法出頭的社會失望，個性匹變，終日喝酒鬧事，甚至遷怒法蘭吉絲。
隨後捲入一起神官毒殺身亡案，因平日作為而被懷疑是兇手，即使本人否認並指此為虛假指控仍遭收押，他試圖在護送至首都接受審判時逃跑，但他從懸崖上跌落而死亡。
派莉莎
流浪的舞姬。身材高䠷，有無數個小波浪的黑髮垂到肩下，肌膚呈現小麥色。因緣際會下與查迪曾一起旅行，查迪遇害時被由吉斯卡爾派往密斯魯出使的歐拉貝利亞所救，後逃至馬爾亞姆，之後則與艾絲特兒一同回到帕爾斯。持有與蕾拉一樣的銀手環。

#### 席爾梅斯一黨
指席爾梅斯，和相信席爾梅斯才是帕爾斯正統國王的追隨者們。
席爾梅斯（聲：池田秀一／梶裕貴；（港）招世亮（OVA）／周倚天、張裕東（少年）（動畫））
帕爾斯第十七代國王歐斯洛耶斯五世的兒子，為安德拉寇拉斯三世之侄、亞爾斯蘭的堂兄。實際上是哥達爾塞斯二世因為迷信而與長子歐斯洛耶斯五世的妻子所生的兒子，也就是安德拉寇拉斯三世的異母弟。
武勇過人，第一部時能與達龍對招且不相上下。本該在歐斯洛耶斯五世過世後即位，但在少年時被叔父安德拉寇拉斯三世縱火意圖將其殺害，在官方說法下已經死亡，實則逃過一劫，但右半臉部受到嚴重的燒傷，因而帶著銀製的面具，並從此對火有著恐懼的陰影。
自認是帕爾斯王位的正統繼承者，為了向安德拉寇拉斯三世復仇而戴上銀色面具投身戰火。偽裝身分唆使魯西達尼亞入侵帕爾斯，被魯西達尼亞軍稱為「銀假面卿」。
在遭暗殺後逃至馬爾亞姆，並在當地結識了內親王伊莉娜，兩人之間並有著好感。
在被亞爾斯蘭控制了局面後，與伊莉娜離開了帕爾斯。在這之後失蹤了三年，後到了鄰國邱爾克擔任客將，帶領由特蘭人組成的假面兵團入侵辛德拉。
查迪（聲：梁田清之／森田成一；（港）李安邦）
萬騎長卡蘭的兒子。在父親卡蘭死後繼承父志，成為席爾梅斯的親信，初登場時20歲，有著過人的怪力，擅使重兵器。對席爾梅斯是王位的正統繼承者之事深信不疑，並絕對忠誠於他。
在席爾梅斯為了宣示正統皇權而被魔道士唆使，到了迪馬邦特山的英雄王王陵拿取寶劍魯克那巴德時，因知道寶劍對蛇王封印的意義而將寶劍放回靈柩。
為了追隨席爾梅斯王子流浪到密斯魯，一度被假冒的席爾梅斯所騙。
識破真相後被密斯魯王派兵滅口。
卡蘭（聲：納谷六朗／大川透 （港）梁耀昌（OVA）／陳廷軒）
帕爾斯十二名萬騎長之一。相信先王歐斯洛耶斯五世之子席爾梅斯才是帕爾斯的正統王位繼承者而背叛了安德拉寇拉斯三世，並協助魯西達尼亞軍大敗帕爾斯軍。之後被席爾梅斯稱為帕爾斯新任大將軍，為了追擊亞爾斯蘭而中了那爾撒斯的計謀，並與達龍交戰後墜馬身亡。
沙姆（聲：岸野一彦／家中宏；（港）李鎮然）
帕爾斯十二名萬騎長之一。心思伶俐、深謀遠慮。擅長城堡要塞的攻防戰，未參加第一次亞特羅帕提尼會戰而奉命駐守王都葉克巴達那。
在葉克巴達那失守後被捕，於卡蘭死後被急需人才的席爾梅斯說動而歸順其麾下，以參謀的身分活躍著。曾引薦克巴多給席爾梅斯，但因雙方個性不合而招募失敗。安德拉寇拉斯三世遭囚禁時曾探望，並得知席爾梅斯的身世真相。
亞爾斯蘭收復葉克巴達那後，為了保護寶劍魯克那巴德不被撒哈克的同夥奪走而喪命。

#### 蛇王撒哈克一黨
蛇王撒哈克
一千年前以恐怖支配了帕爾斯的魔王。兩肩長著蛇，且這對蛇每天都要食用健康男性的腦。最終為英雄王凱·霍斯洛所殺，並被其寶劍魯克那巴德封印在迪馬邦特山的地下。
其名對帕爾斯人而言即是恐怖的象徵，縱使武勇如達龍、智慧如那爾撒斯這樣的出色人物聽到其名後也不例外的為之色變。
尊師（聲：子安武人／仲野裕（第1期）→木島隆一（第2期））
意圖令蛇王撒哈克復活的灰衣魔道士。潛伏於王都葉克巴達那的地下，在帕爾斯的歷史陰影裡出沒著的詭異老人，他和安德拉寇拉斯三世、歐斯洛耶斯五世，甚至是哥達爾塞斯二世都極為熟悉，亦是以流浪占卜師的身份誘導哥達爾塞斯二世做出有違人倫之理的幕後黑手。
第一部的最後為奪取寶劍魯克那巴德而潛入王宮，但遭到達龍、奇斯瓦特、克巴多、沙姆、奇夫與法蘭吉絲等人聯手阻攔，最後則被拿到魯克那巴德的亞爾斯蘭給斬殺。
古爾干
魔道士。「尊師」的弟子之一，也是其中的代表人物。
與法蘭吉絲為舊識，其死去的哥哥與法蘭吉絲同為侍奉密斯拉神的神官。
根迪
「尊師」的弟子之一的魔道士。
普藍德
「尊師」的弟子之一的魔道士。在安德拉寇拉斯三世再度與魯西達尼亞軍對峙時本想綁架吉斯卡爾，但因帕爾斯軍的夜襲而被伊斯方斬殺。事後被古爾干罵說是不成熟的傢伙。
阿爾常格（聲：無／手塚弘道；（港）朱子聰）
「尊師」的弟子之一的魔道士。擅使地行術，潛伏在地裡四處殺害魯西達尼亞的將軍和帕爾斯的村民來引起混亂。最後被那爾撒斯所殺。
動畫版中改成與查迪合作向與亞爾斯蘭分開的達龍襲擊，但遭到趕來的亞爾斯蘭阻止而欲將其殺害，但被因此而暴怒的達龍給擊殺。
彼得
「尊師」的弟子之一的魔道士。
在一次利用有翼猿魔偷襲王宮的行動中被達龍砍殺。
山裘（聲：無／濱野大輝）
「尊師」的弟子之一的魔道士。能使用類似地行術的法術。奉「尊師」之命去奪取巴夫利斯寫給巴夫曼的密信而潛入培沙華爾城，但因為那爾撒斯的計謀而失去左腕。之後再出現時已經將右手改造為「毒手」來增加殺傷力好彌補失去左手的不足，但仍不敵奇夫而被斬斷右手後跌落護城河溺死。
格治達哈姆
「尊師」的弟子之一的魔道士。

#### 傳說中的人物
聖賢王夏姆席德
於千年以前統治著帕爾斯、以「聖賢王」之名而廣為人知的君王。最後為蛇王撒哈克所殺。
傳說是個公正賢能的君王，在後世中被當成正義的象徵。
英雄王凱·霍斯洛
在300多年前以「太陽的碎片」鍛造的寶劍魯克那巴德將蛇王撒哈克打倒、建立了帕爾斯現在的王朝的創始者。在後世被稱之為「英雄王」。可是在家庭方面就諸事不順，兒子們不但兄弟鬩牆、互爭王位，最後其幼子更反叛父親而導致父子相殘。
其遺體和寶劍魯克那巴德按照其遺言被葬在迪馬邦特山來封印蛇王撒哈克。
海盜王阿哈盧克
是帕爾斯曆240年時代活躍於帕爾斯南方海域的海盜兼武裝商人。他想用所擁有的財富在某個島上建立一個獨立國。

### 魯西達尼亞

#### 王族
伊諾肯迪斯七世（聲：大木民夫／櫻井敏治；（港）梁耀昌（OVA）／葉振聲（動畫））
魯西達尼亞國王。實際上除了依亞爾達波特教以外的事物都不關心，把國政等瑣碎事務都交給弟弟吉斯卡爾來處理。
對泰巴美奈一見鍾情，甚至不顧對方是異教徒也要和她結婚。在最後被席爾梅斯關在北塔中不聞不問，於所有人都不重視的情況下抓住了安德拉寇拉斯三世並一起跌落塔下而死。其遺體由艾絲特兒帶回故國。
吉斯卡爾（聲：小杉十郎太／子安武人；（港）林保全（OVA）／劉昭文（動畫））
親王，魯西達尼亞國王伊諾肯迪斯之弟。魯西達尼亞王國宰相兼軍隊指揮官，實際上的最高權力者。
因為兄長與大多數臣子都顯得頗為無能的緣故，在本作中顯得極為辛勞。
將魯西達尼亞從西北的貧瘠小國變成強悍的入侵者，軍政兩方皆有出色手段的一代梟雄。內心抱持著有天取代兄長成為國王的野心。

#### 神職人員
強·波坦（聲：齋藤志郎／同左；（港）盧國權（動畫））
魯西達尼亞王國國教——依亞爾達波特教的大主教兼異端審問官。是個為了傳教可以做出焚燒異教書籍、虐殺異教徒等殘暴行為的狂信者。
有著隸屬教會的聖堂騎士團為後盾，和魯西達尼亞的王弟吉斯卡爾公爵是政敵。
希爾迪格
波坦麾下的聖堂騎士團團長。是個慾望極強的人。駐守於馬爾亞姆時曾將50萬人的男女賣為奴隸。
在波坦為了對抗魯西達尼亞王室的打算下被叫來帕爾斯，在個人的房間裡與美女同寢時死於非命。

#### 將軍、貴族
波德旺（聲：無／青山穰；（港）李錦綸（動畫））
與蒙菲拉特皆為吉斯卡爾的心腹。魯西達尼亞少數有統率大軍經驗的名將。
作為先發部隊統帥與帕爾斯軍交戰時被奇斯瓦特斬殺。
蒙菲拉特（聲：無／斧篤；（港）潘文柏（動畫））
被公認為魯西達尼亞最高潔的騎士。魯西達尼亞少數有統率大軍經驗的名將。對魯西達尼亞軍憑著神之名義對異教徒燒殺擄掠這點是否正確感到懷疑。其隸屬於聖堂騎士團的弟弟為銀假面給斬殺。
在和亞爾斯蘭軍交手時被奇夫給斬殺。
巴魯卡西翁（聲：無／石原凡；（港）黃子敬（動畫））
聖馬奴耶爾城城主，在魯西達尼亞時曾任職王立圖書館的館長。與艾絲特兒的祖父相識，並受託好好照顧她。
魯特魯德
侯爵，是魯西達尼亞的大貴族。
普雷吉安
伯爵，魯西達尼亞的貴族，勇敢善戰，但不是一個善於思考的人，不講究用兵或任何戰法。
克雷曼斯
魯西達尼亞將軍，是一個虔誠的依亞爾達波特教徒，有堅定的信念，而且對同樣是依亞爾達波特教的教徒極為親切而公正，氣度極佳，在魯西達尼亞國內素有「正義的克雷曼斯」之稱。但對異教徒卻是極其殘忍。
方·卡利耶洛
男爵，魯西達尼亞的貴族，也是蒙菲拉特的心腹，參加了沙哈魯德平原會戰。
塞利可
子爵，魯西達尼亞的貴族，雖不懦弱，但卻是有勇無謀的人。
歐爾加斯
魯西達尼亞的宮廷書記官，在吉斯卡爾手下擔任行政上的實務。

#### 騎士
艾絲特兒（愛特瓦爾）（聲：三石琴乃／內山夕實；港：林元春（OVA）／劉惠雲（動畫））
魯西達尼亞的少女見習騎士，本名艾絲特兒，有長及肩膀的淡褐色長髮。
是依亞爾達波特教的忠實信徒，不過對異教徒並不像其他魯西達尼亞人那樣瘋狂。
在荒川弘的漫畫版中被提前於小說本篇開始前就與亞爾斯蘭相遇。
歐拉貝利亞
魯西達尼亞的騎士。奉吉斯卡爾公爵之命與同僚們追蹤著銀假面一行來到迪馬邦特山，但遭遇地震導致除了自己以外，包括友人冬·里加路德在內的同僚全部失蹤，只能獨自回去覆命。
冬·里加路德
魯西達尼亞的騎士。30歲。騎士歐拉貝利亞的友人，奉吉斯卡爾公爵之命與同僚們追蹤著銀假面一行。但在迪馬邦特山遭遇地震而被捲入地下，並在其中看見蛇王撒哈克的影子而受到極大的驚嚇，除了失去所有記憶還導致髮鬚皆白，逃出後被附近的村莊給收留，並被取了白鬼（派拉夫達）的名字。
個性公正，不會因對方是異教徒而抱持偏見。在奇夫遭受銀假面一行圍攻時認為這違反騎士精神而曾打算出手相助。在戰後追隨艾絲特兒回到魯西達尼亞。
之後的遭遇請見派拉夫達條目。

### 辛德拉

#### 王族
拉傑特拉二世（聲：梅津秀行／鳥海浩輔；（港）陳卓智（OVA）／陳灝瑋（動畫））
辛德拉國王卡里卡拉二世之子，是個謹慎而細心，同時也是個利己主義者的人，關於自己的利益時就容易被欲望給蒙蔽，但只要是他人的問題卻能一眼看穿。
才能與氣度比同父異母的兄長卡迪威高，所以很得下級士兵和貧窮百姓的人心。母親為平民出身，因而被卡迪威鄙視。
因為那爾撒斯的計謀而在意圖侵入紛亂的帕爾斯好爭取對外戰功時被抓，之後迫不得以的與亞爾斯蘭締結同盟，回到辛德拉爭奪王位。最後成功的成為新任辛德拉王。
亞爾斯蘭的陣營中沒有一個人喜歡他，但奇妙的是卻沒有人打算殺掉他。
卡迪威（聲：堀之紀／千葉進步；（港）陳欣（OVA）／鄧港文（動畫））
辛德拉前國王卡里卡拉二世之子，拉傑特拉同父異母的兄長。貴族主義者，在民眾心目中並不得人望。
在神前決鬥來爭奪王位的比試中失敗卻不認輸，並以拿手的投槍殺害了自己的岳父馬赫德拉與帕爾斯老將巴夫曼，在逃亡後被妻子給抓住送給拉傑特拉，最後悲慘的被斬首。
卡里卡拉二世（聲：岸野一彦／梅津秀行；（港）黃子敬）
辛德拉王。因為服用了大量的壯陽藥而導致昏迷不醒，由於未立王太子的緣故而導致兒子卡迪威和拉傑特拉互爭王位。甦醒後提出以神前決鬥的方式來決定下任國王之位的歸屬，對兩個兒子採取公平競爭的態度。死前對因不服比試結果而逃亡的卡迪威下場感到憂心。
是位賢王，死後將近全部的人民都為其獻花，受眾多人民愛戴

#### 官員
馬赫德拉（聲：無／金尾哲夫；（港）巫哲棋）
辛德拉國世襲宰相。對國家政情的安穩有著極大的貢獻。
將女兒嫁給卡迪威，是卡迪威派最大的支柱。在決定王位歸屬的神前決鬥中卡迪威的代表慘敗後出面勸阻不服的卡迪威而喪命。
普拉達拉特（聲：無／武內駿輔）
卡迪威派的將軍。為了阻止亞爾斯蘭·拉傑特拉聯軍而出面迎擊，但敗死於達龍手下。
戈賓（聲：無／間宮康弘）
辛德拉將軍，卡迪威王子的部將，亦是古加拉特城的城主。與拉傑特拉派聯手想夜襲帕爾斯軍，卻中了那爾撒斯的計謀而慘敗，最後在亂中被達龍以投槍殺死。
塔拉（聲：無／樫井笙人）
辛德拉將軍，卡迪威王子的部將，亦是古加拉特城的副城主。與拉傑特拉派聯手想夜襲帕爾斯軍，卻中了那爾撒斯的計謀而慘敗，最後在亂中被法蘭吉絲所殺。
普拉肯欣
辛德拉將軍，卡迪威王子的部將，亦是古加拉特城的副城主。擅使大刀的壯漢，最後被達龍給斬殺。
泰拉巴達
辛德拉將軍，卡迪威王子的部將。於入侵帕爾斯時被奇斯瓦特所殺。
肯達巴
拉傑特拉派的將軍。收到密告而逮捕了逃亡的卡迪威。之後成為支援帕爾斯軍的辛德拉軍指揮官，在拉傑特拉的授意下打算趁機抓住亞爾斯蘭，但被看破其計的那爾撒斯將計就計，最後被殺。
普拉嘉
辛德拉王宮的護衛隊長。在密斯魯使者來訪欲遊說拉傑特拉二世失敗時想刺殺對方的事件中因未能阻止首謀者逃亡而本該受到嚴厲處罰，但在拉傑特拉的寬大處理下只是罰錢了事。
亞拉法利
辛德拉將軍，於討伐在國內作亂掠奪的假面軍團時慘敗而逃走。
帕魯
巴羅法尼
納瓦達

#### 其他
巴哈德魯（聲：無／楠大典；（港）葉振聲）
在神前決鬥中被卡迪威指名為己方代表的人。是身高超過兩加斯（2公尺）的壯漢、智力不高，行為與野獸相似的凶暴戰士。
是卡迪威為對抗被拉傑特拉委託為代理人的達龍而提出的人選，在激戰後被達龍擊殺。
莎莉瑪
宰相馬赫德拉的女兒，有「拉克休美女神的私生子」美名的美少女。卡迪威之妻。對青梅竹馬的加斯旺德有好感。

### 馬爾亞姆

#### 王族
伊莉娜（聲：岡村明美／茅野愛衣；（港）沈小蘭（OVA）／林元春（動畫））
馬爾亞姆的公主，亦是王國內親王。國王尼可拉歐斯四世和王妃耶蕾諾雅的次女。幼年時因眼部疾病而失明。
與遭暗殺未遂而逃至馬爾亞姆的席爾梅斯在小時候有過交流，兩人之間互有好感。
因為魯西達尼亞入侵而失去父母與姊姊，逃出馬爾亞姆後前往帕爾斯尋找席爾梅斯，並在一番漫長且曲折的旅行後再會。
亞爾斯蘭收復王都之後和席爾梅斯流亡到邱爾克。
第8卷時在懷有席爾梅斯孩子的情況下因病去世。
米莉姿
馬爾亞姆的公主，亦是王國內親王。國王尼可拉歐斯四世和王妃耶蕾諾雅的長女。
在馬爾亞姆最後的據點遭魯西達尼亞攻破前讓妹妹伊莉娜逃走，自己則選擇自殺與城共存亡。
尼可拉歐斯四世
馬爾亞姆的國王，也是伊莉娜和米莉姿的父親。
因為魯西達尼亞入侵而戰敗選擇投降，但與妻子耶蕾諾雅一起被殺害。
耶蕾諾雅
馬爾亞姆的王妃。
因為魯西達尼亞入侵而戰敗選擇投降，但與丈夫尼可拉歐斯四世一起被殺害。

#### 其他
喬邦娜（聲：真山亞子；（港）沈小蘭）
馬爾亞姆王宮的女官長。護送公主伊莉娜從馬爾亞姆到帕爾斯找尋席爾梅斯王子。

### 密斯魯

#### 王族
荷塞因三世
密斯魯國王，身材肥滿，頭部光禿，兩耳異常大。小說第二部初登場時39歲，即位已有8年。
作為統治者來說有著傑出的表現，是一個專心內政型的王者。
薩利夫
密斯魯的王子。因母親出身平民而不受重視，加上體弱多病而在宮廷中和母親相依為命。荷塞因三世猝死後被擁立為新國王。
吉兒哈涅
薩利夫王子的生母。

#### 將軍
馬西尼撒
密斯魯王國中被譽為第一的勇士。度量非常小，對荷塞因三世重用夏加德而心有不滿。
卡拉曼迪
從密斯魯前一代國王任下即累積武勳的老將軍。
夏加德（聲：無／櫻井孝宏（日）；曹啟謙（港））
帕爾斯人。那爾撒斯的老朋友，在那爾撒斯決定跟隨亞爾斯蘭而曾想將耶拉姆託付給他照顧。過去曾與那爾撒斯有著同樣解放奴隸的理想，但再遇時卻成了奴隸制度的忠實擁護者，更與海盜同謀想劫掠基蘭港，但在那爾撒斯的計謀下失敗。於逃亡時被告死天使抓傷右臉被捕。之後在亞爾斯蘭的判決下被賣為奴隸一年。
之後對那爾撒斯燃起復仇的慾望，於是隱藏了自己的過去並遊說密斯魯王去入侵帕爾斯好復仇但失敗。之後加入密斯魯使團在遊說拉傑特拉二世加入反帕爾斯同盟時又遭遇失敗。之後在荷塞因三世的謀劃下，燒傷了自己的右臉並戴上黃金面具、自稱是席爾梅斯而成了入侵帕爾斯的藉口。但也因此暗恨提出此議的對方。

#### 其他
菲特娜
那巴達東王國國王獻給密斯魯國王的女孩。有「孔雀姬」稱號。擁有銀手環。

### 邱爾克

#### 王族
卡魯哈納
邱爾克國王，在位時國內因為爭奪王位而引發一場嚴重的暗鬥，結果守住了王位，且並沒讓其它國家知道國內混亂的情形，是一個相當有才幹的人。
原本是個武將，由於娶了前前代國王的長女，便由宰相做到攝政王，然後即位為王。
卡德斐西斯
邱爾克貴族，國王卡魯哈納最小叔父的幼子，關係雖為表兄弟，但年齡卻相距如同父子。

#### 將軍
葛拉布
是邱爾克軍中享有盛名的將軍之一，在鐵門之戰中指揮渡河的邱爾克士兵。
辛格
邱爾克將軍，是身經百戰的勇將，胞妹是將軍伊帕姆的妻子。
迪奧
克特坎普拉城收復戰中死於法蘭吉絲劍下。
德拉尼
克特坎普拉城收復戰中死於艾拉姆之箭。
布拉亞格
克特坎普拉城收復戰中被吉姆沙所斬。
伊帕姆
邱爾克王所指派假面軍團的軍監。
不滿席爾梅斯的行軍而侮辱特蘭人，被布魯漢所殺。

### 特蘭

#### 王族
特克特米休（聲：無／玄田哲章；（港）陳永信）
第十四代特蘭國王。在一番激烈的權力鬥爭後即位，為了獲取臣民的支持而遵循特蘭的傳統入侵帕爾斯進行掠奪。在攻打培沙華爾城失敗後因伊爾特里休的背叛而被殺。
伊爾特里休（聲：無／稲田徹；（港）鄧志堅）
特蘭的親王。被達龍所殺的特蘭王弟之子。被帕爾斯軍稱為「狂戰士」。因為那爾撒斯的計謀導致特蘭軍慘敗後殺死國王特克特米休自立為王。之後再度與帕爾斯軍交手而敗北，於獨自一人惶然逃亡時被古爾干抓住，成了蛇王撒哈克的眷屬。

#### 將軍
卡魯魯克
特蘭少有的智將。擅於外交。也是槍術高手。在培沙華爾城攻防戰中被克巴多斬殺。
達魯漢（聲：無／齊藤次郎；（港）陳卓智）
特蘭第一的猛將。35歲。在培沙華爾城攻防戰中為掩護國王特克特米休撤離而向達龍挑戰，最後戰死。
波伊拉（聲：無／飯島肇）
特蘭的將軍。有著勇將之名。曾與奇斯瓦特交手且平手收場，再戰時則不敵被殺。
迪撒布羅斯（聲：無／山口太郎）
特蘭的將軍。在培沙華爾城攻防戰中被伊斯方斬殺。
巴休米魯（聲：無／山本兼平）
特蘭的名將之一。
布魯漢
特蘭的將軍、吉姆沙的弟弟。原是假面軍團的一員，在軍團覆滅後成了席爾梅斯的親信。
雖然因年輕而顯得有些經驗不足，但成長性很值得期待。
對吉姆沙投奔敵國帕爾斯這點感到憤怒，表示再相遇就會親手殺死兄長。
多爾克
庫特米修

### 絹之國
藍妃
太上皇（先代51代皇帝）的愛人。在太上皇在退位後所納的妃子，為太上皇誕下了一子。
銅虎將軍
鴉軍統領。
星涼
絹之國的公主。閃亮的雙眼彷如兩夥黑珍珠，鼻子和嘴唇猶如經過名工匠精雕細琢而成般秀麗。
花冠將軍
守護星涼公主的娘子軍隊長。
江南的四虎
著名的四人組劍士。

### 巴達夫夏
卡優馬爾斯
巴達夫夏公國最後的公王。在當時為帕爾斯大將軍的安德拉寇拉斯攻破公國首都後就從高塔上跳下自盡。

### 法爾哈爾
梅爾古
十八歲的法爾哈爾人，說得一口流利的特蘭語、邱爾克語、席特拉語及密斯魯語，對地理和習俗的認識亦非常豐富。是帕爾斯使節團的翻譯兼導遊。

## 主要國家

### 帕爾斯（）
故事發生的主要王國。大陸公路（現實世界的絲綢之路）的中轉站。
王都為葉克巴達那。
原型為萨珊波斯。

### 魯西達尼亞（）
帕爾斯西北面的王國。
原型是混合了东罗马帝國及中世紀的西歐諸國。

### 辛德拉（）
位於帕爾斯東南面的王國，以卡威利河為兩國國界。擁有獨特的戰象部隊。
王都是烏萊優魯。
原型為印度。

### 馬爾亞姆（）
位於帕爾斯西北面的王國。長於外交，是帕爾斯長期的堅強盟友，雖然信仰依亞爾波特教，卻是由穩健的東方教會在指導。
王都是伊拉克里恩。
原型可能是亚美尼亚。

### 密斯魯（）
位於帕爾斯西面的王國，以迪吉列河為界。有駱駝部隊及戰車。
王都是亞克密姆。
原型是埃及。

### 邱爾克（）
位於帕爾斯東面的王國。
王都是赫拉特。
原型是阿富汗，連王都赫拉特的名字都完全是直接照搬了現實中阿富汗的城市名字。

### 图兰（）
位於帕爾斯東北面的遊牧騎馬民族王國，與帕爾斯是世代的宿敵。
王都是沙曼岡。
原型為突厥、蒙古等游牧民族在中亚建立的汗国。

### 絹之國（）
在帕爾斯東面但不相鄰的文明國家，大陸公路東端位置的大帝國。
帝都是西都永安府，首都人口達200萬。
原型為中國。

### 纳巴泰（）
密斯魯南方的黑人之國，分成東西兩個王國，一起支配著第吉雷河上游廣大延伸的高地。
原型為努比亞和埃塞俄比亞。

### 巴達夫夏（）
巴達夫夏公國本為帕爾斯東方的小國，在帕爾斯曆303年被帕爾斯時任大將軍的安德拉寇拉斯滅亡。

### 法爾哈爾（）
帕爾斯東方的公國，盛產翡翠和紅玉。
原型為樓蘭等中亚的都市國家。

## 用語解說
萬騎長
帕爾斯授予武將的官職。第一部時是實領一萬名騎兵，並有十二人被授予此職位。之下則有千騎長、百騎長等。
大將軍
帕爾斯武將官職的最高職位。通常只授予一人。第一部時是巴夫利斯，安德拉寇拉斯三世即位前也曾擔任過此職位。阿爾斯蘭即位後則由奇斯瓦特擔任。
大陸公路
一條以帕爾斯王國為中心，向東西方各延伸八百法爾桑（約四千公里），連接廣大大陸兩端的交易之路。這條交易道路和通過此路的商隊都接受帕爾斯王的保護，納通行稅給帕爾斯王，鞏固了帕爾斯的繁榮。東方的盡頭是大陸公路另一強國──絹之國。
達爾邦內海
位於帕爾斯北部、馬爾亞姆、特蘭之間的大湖。和現實世界的裡海相當。
迪馬邦特山
帕爾斯境內的山。蛇王撒哈克被封印於此。帕爾斯人都將此山稱之為「魔山」而感到十分畏懼，山腳附近有村落在。英雄王凱·霍斯洛逝世後遺命將自己與寶劍魯克那巴德葬於此處，好繼續封印蛇王。
不死隊
帕爾斯國王的親衛隊，是由五千人的出色騎兵所構成。
獅子獵人
獨自一人獵殺獅子的戰士被授予的稱號。
芸香
是一種驅魔道具，散發的香氣有驅魔的功效，是商旅必備的物品。在野宿時商旅會將芸香放進篝火裏，火焰會在瞬間爆開，一股聞似橘子的強烈香氣會瀰漫在篝火四周。魔物都厭惡芸香的香氣而不會接近，而且嗅到後會露出真面目，因此有驅邪的作用。
紅玉
綠玉
有翼猿魔
傳說中的怪物，體型大小與人類差不多，五官與四肢則近似猿猴，似人又似猿的身體上長著巨大的蝙蝠翼。牙齒與爪子含有劇毒能腐蝕生物，以人肉為食，尤其喜吃小孩與嬰兒的嫩肉。這群怪物過去曾遭聖賢王夏姆席德放逐到地底的熔岩城，成為蛇王撒哈克的侍從，之後隨著撒哈克的敗北而消聲匿跡。
鳥面人妖
傳說中的怪物，與有翼猿魔同為蛇王撒哈克的侍從。但與有翼猿魔不同的是，鳥面人妖會化身成人類，並具有相當的智慧隱瞞自己的身份。有嗜食人類胎兒的癖好。
四眼犬
食屍鬼
客將軍
孔雀姬
加斯
帕爾斯的長度單位，1加斯約相當於現在1米。
法爾桑
帕爾斯的距離單位，1法爾桑約相當於現在5公里。
金幣、銀幣、銅幣
王族、貴族、騎士、自由民、奴隸
奴隶制度
帕尔斯与辛德拉、密斯鲁等邻近国家，都有实行奴隶制度。但自帕尔斯历321年，亚尔斯兰王即位后，帕尔斯的奴隶制度被废止，因此亚尔斯兰有「解放王」的称誉。在亚尔斯兰时代以前，帕尔斯的阶级制度，大致上可以这样分等∶由最高的王室，到贵族、诸侯，再到平民，最后才到奴隶。奴隶是贵重的财产，往往有以奴隶多寡来作为富裕程度的标准。奴隶没有薪水收入，只由主人供给饮食，而且身份是代代相传。如果碰上善良的主人则是奴隶的幸运，也有善良的主人会解放奴隶而给予他们自由民的身份。国家军队的编制也与奴隶制度有关，军队的骑兵都是由平民或以上的人担任，由国家支付薪水；而最低级的步兵则由奴隶担任，而且也不会支付薪水。而自亚尔斯兰王废止奴隶制度后，为邻近诸国的阶级制度带来冲击，诸国都防范解放奴隶的风气扩展到自己的国家，因此都加深了对帕尔斯的戒心和反抗。

## 出版書籍

### 小說
角川書店 角川文庫版
| 集數 | 日文標題 | 中文標題 | 角川書店       | 角川書店           |
| 集數 | 日文標題 | 中文標題 | 發售日期       | ISBN               |
| ---- | -------- | -------- | -------------- | ------------------ |
| 1    |          | 王都烈焰 | 1986年8月13日  | ISBN 4-04-166501-9 |
| 2    |          | 真假王子 | 1987年3月12日  | ISBN 4-04-166502-7 |
| 3    |          | 落日悲歌 | 1987年9月11日  | ISBN 4-04-166503-5 |
| 4    |          | 汗血公路 | 1988年8月11日  | ISBN 4-04-166504-3 |
| 5    |          | 征馬孤影 | 1989年2月22日  | ISBN 4-04-166505-1 |
| 6    |          | 風塵亂舞 | 1989年9月1日   | ISBN 4-04-166506-X |
| 7    |          | 王都奪還 | 1990年3月9日   | ISBN 4-04-166507-8 |
| 8    |          | 假面兵團 | 1991年12月3日  | ISBN 4-04-166508-6 |
| 9    |          | 旌旗流轉 | 1992年7月18日  | ISBN 4-04-166509-4 |
| 10   |          | 妖雲群行 | 1999年11月30日 | ISBN 4-04-166510-8 |

光文社 卡帕小說版（カッパ・ノベルス版）
| 集數 | 日文標題 | 中文標題 | 光文社   | 光文社                 |
| 集數 | 日文標題 | 中文標題 | 發售日期 | ISBN                   |
| ---- | -------- | -------- | -------- | ---------------------- |
| 11   |          | 魔軍襲來 | 2005年   | ISBN 4-334-07619-X     |
| 12   |          | 暗黑神殿 | 2006年   | ISBN 4-334-07644-0     |
| 13   |          | 蛇王再臨 | 2008年   | ISBN 978-4-334-07677-1 |
| 14   |          | 天鳴地動 | 2014年   | ISBN 978-4-334-07722-8 |
| 15   |          | 戰旗不倒 | 2016年   | ISBN 978-4-334-07730-3 |
| 16   |          | 天涯無限 | 2017年   | ISBN 978-4-334-07735-8 |

### 相關書籍
導讀
《阿爾斯蘭戰記讀本》（アルスラーン戦記読本）：田中芳樹＋らいとすたっふ 角川文庫
- 2000年4月28日發售、ISBN 4-04-166519-1

收錄外傳──〈東方巡歷〉。
畫集
「天馬之夢-阿爾斯蘭戰記（天馬之夢-アルスラーン戦記）」：插畫：天野喜孝 / 詩：田中芳樹
- 1991年7月23日發售、ISBN 4-04-852176-4

### 漫畫
角川書店版
中村地里繪畫，《月刊ASUKA幻想DX》（月刊ASUKAファンタジーDX）連載，第一部全13卷。中文版命名為《阿爾斯朗戰記》，由台灣東販代理。
| 集數 | 角川書店       | 角川書店           | 台灣東販       | 台灣東販           |
| 集數 | 發售日期       | ISBN               | 發售日期       | ISBN               |
| ---- | -------------- | ------------------ | -------------- | ------------------ |
| 1    | 1991年11月11日 | ISBN 4-04-852323-6 | 1993年11月5日  | ISBN 957-643-056-9 |
| 2    | 1992年5月28日  | ISBN 4-04-852324-4 | 1993年12月30日 | ISBN 957-643-066-6 |
| 3    | 1993年1月29日  | ISBN 4-04-852325-2 | 1994年2月25日  | ISBN 957-643-069-0 |
| 4    | 1993年4月28日  | ISBN 4-04-852326-0 | 1994年5月25日  | ISBN 957-643-070-4 |
| 5    | 1993年8月30日  | ISBN 4-04-852435-6 | 1994年5月27日  | ISBN 957-643-071-2 |
| 6    | 1994年3月29日  | ISBN 4-04-852436-4 | 1994年8月19日  | ISBN 957-643-101-8 |
| 7    | 1994年7月28日  | ISBN 4-04-852504-2 | 1995年9月22日  | ISBN 957-643-225-1 |
| 8    | 1994年11月29日 | ISBN 4-04-852533-6 | 1995年10月18日 | ISBN 957-643-230-8 |
| 9    | 1995年4月3日   | ISBN 4-04-852534-4 | 1996年3月27日  | ISBN 957-643-289-8 |
| 10   | 1995年7月28日  | ISBN 4-04-852535-2 | 1996年11月22日 | ISBN 957-643-395-9 |
| 11   | 1995年10月30日 | ISBN 4-04-852625-1 | 1997年1月31日  | ISBN 957-643-429-7 |
| 12   | 1996年2月28日  | ISBN 4-04-852652-9 | 1997年2月19日  | ISBN 957-643-430-0 |
| 13   | 1996年8月30日  | ISBN 4-04-852653-7 | 1997年4月18日  | ISBN 957-643-472-6 |

講談社版
荒川弘繪畫，《別冊少年Magazine》2013年8月號連載中。中文版由東立出版社代理。
| 集數 | 講談社        | 講談社                 | 講談社                 | 東立出版社     | 東立出版社             | 封面人物         |
| 集數 | 發售日期      | 通常版 ISBN            | 限定版 ISBN            | 發售日期       | ISBN                   | 封面人物         |
| ---- | ------------- | ---------------------- | ---------------------- | -------------- | ---------------------- | ---------------- |
| 1    | 2014年4月9日  | ISBN 978-4-06-395050-2 | 不適用                 | 2014年5月14日  | ISBN 978-986-348-971-9 | 亞爾斯蘭         |
| 2    | 2014年5月9日  | ISBN 978-4-06-395063-2 | 不適用                 | 2014年5月28日  | ISBN 978-986-348-981-8 | 達龍             |
| 3    | 2015年2月9日  | ISBN 978-4-06-395307-7 | 不適用                 | 2015年4月8日   | ISBN 978-986-382-870-9 | 那爾撒斯         |
| 4    | 2015年10月9日 | ISBN 978-4-06-395508-8 | 不適用                 | 2015年12月30日 | ISBN 978-986-462-389-1 | 耶拉姆           |
| 5    | 2016年5月9日  | ISBN 978-4-06-395660-3 | ISBN 978-4-06-358794-4 | 2016年7月15日  | ISBN 978-986-470-412-5 | 奇夫             |
| 6    | 2016年11月9日 | ISBN 978-4-06-395793-8 | ISBN 978-4-06-358830-9 | 2017年1月30日  | ISBN 978-986-482-342-0 | 法蘭吉絲         |
| 7    | 2017年5月9日  | ISBN 978-4-06-395937-6 | 不適用                 | 2017年8月14日  | ISBN 978-986-486-337-2 | 阿爾佛莉德       |
| 8    | 2017年11月9日 | ISBN 978-4-06-510379-1 | 不適用                 | 2018年2月2日   | ISBN 978-957-26-0168-6 | 奇斯瓦特         |
| 9    | 2018年5月9日  | ISBN 978-4-06-511399-8 | ISBN 978-4-06-512057-6 | 2018年8月6日   | ISBN 978-957-26-1268-2 | 加斯旺德         |
| 10   | 2018年11月9日 | ISBN 978-4-06-513236-4 | ISBN 978-4-06-514131-1 | 2019年3月7日   | ISBN 978-957-26-2194-3 |                  |
| 11   | 2019年5月9日  | ISBN 978-4-06-515077-1 | ISBN 978-4-06-516225-5 | 2019年10月17日 | ISBN 978-957-26-3421-9 | 克巴多           |
| 12   | 2019年11月8日 | ISBN 978-4-06-517309-1 | ISBN 978-4-06-517310-7 | 2020年3月23日  | ISBN 978-957-26-4513-0 | 拉傑特拉         |
| 13   | 2020年5月8日  | ISBN 978-4-06-518847-7 | ISBN 978-4-06-519633-5 | 2020年9月7日   | ISBN 978-957-26-5327-2 | 查迪             |
| 14   | 2020年12月9日 | ISBN 978-4-06-521680-4 | ISBN 978-4-06-522418-2 | 2021年5月6日   | ISBN 978-957-26-6262-5 | 吉斯卡爾         |
| 15   | 2021年6月9日  | ISBN 978-4-06-523427-3 | ISBN 978-4-06-523568-3 | 2022年2月24日  | ISBN 978-957-26-7302-7 | 吉姆沙           |
| 16   | 2021年12月9日 | ISBN 978-4-06-526279-5 | ISBN 978-4-06-526304-4 | 2022年5月13日  | ISBN 978-957-26-8398-9 | 伊諾肯迪斯七世   |
| 17   | 2022年6月9日  | ISBN 978-4-06-528168-0 | 不適用                 | 2022年11月21日 | ISBN 978-957-26-9746-7 | 梅魯連           |
| 18   | 2022年12月9日 | ISBN 978-4-06-529947-0 | ISBN 978-4-06-526304-4 | 2023年6月29日  | ISBN 978-626-347-887-9 | 愛特瓦爾         |
| 19   | 2023年6月8日  | ISBN 978-4-06-531875-1 | ISBN 978-4-06-531876-8 | 2023年11月2日  | ISBN 978-626-372-525-6 | 沙姆             |
| 20   | 2024年1月9日  | ISBN 978-4-06-533889-6 | ISBN 978-4-06-533888-9 | 2024年8月19日  | ISBN 978-626-02-1327-5 | 波坦             |
| 21   | 2024年8月7日  | ISBN 978-4-06-536516-8 | ISBN 978-4-06-536524-3 | 2025年2月14日  | ISBN 978-626-02-3128-6 | 泰巴美奈         |
| 22   | 2025年3月7日  | ISBN 978-4-06-538721-4 | ISBN 978-4-06-538723-8 |                |                        | 安德拉寇拉斯三世 |
| 23   | 2025年9月9日  | ISBN 978-4-06-540658-8 | ISBN 978-4-06-540697-7 |                |                        |                  |

## 劇場版動畫和OVA
劇場版和OVA劇情至小說第5集，由松竹發行。第1、2集是以電影版形式推出，第3至6集則以OVA版推出，均由小說的原出版社角川書店發行。第一集劇場版推出於1991年，第二集1992年，兩集片長60分鐘，之後1993年到1995年發行OVA版，片長30分鐘。動畫版內容相當跟從原著，並由插畫家神村幸子負責人物設定。無綫電視曾以《阿斯蘭戰記》為名播放劇場版和OVA。
劇場版
- 1991年：《阿爾斯蘭戰記》
- 1992年：《阿爾斯蘭戰記II》（アルスラーン戦記II）

OVA
- 1993年：《阿爾斯蘭戰記III（東之城、西之城）》（アルスラーン戦記III（東の城、西の城））
- 1993年：《阿爾斯蘭戰記IV（汗血公路）》（アルスラーン戦記IV（汗血公路））
- 1995年：《阿爾斯蘭戰記V（征馬孤影・上）》（アルスラーン戦記V（征馬孤影・上））
- 1995年：《阿爾斯蘭戰記VI（征馬孤影・下）》（アルスラーン戦記VI（征馬孤影・下））

### 製作人員
- 原作：田中芳樹
- 導演：濱津守（1991年、1992年、1995年）、網野哲郎（1993年）
- 編劇：宮下知也（1991年）、高田かおり（1991年）、杉原めぐみ（1992年、1993年、1995年）
- 角色設計：神村幸子
- 作畫監督：黃瀨和哉（1991年）、中田雅夫（1992年）、越智信次（1993年）、中村悟（1995年〈上〉）、筱雅律（1995年〈下〉）
- 分鏡：濱津守（1992年、1995年）
- 演出：山口美浩（1992年）、小澤一浩（1993年）、玉田博（1995年）
- 美術監督：池田祐二（1991年）、木下和宏（1992年）、金村勝義（1993年）、西倉力（1993年）、串田達也（1995年〈上〉）、根崎知惠子（1995年〈下〉）
- 攝影監督：高橋明彦（1991年）、月岡敦夫（1992年）、鈴木秀男（1993年）、大瀧勝之（1995年）
- 編輯：布施由美子（1991年、1992年、1995年）
- 音樂：都留教博
- 音響監督：藤山房伸（1991年、1993年）、浦上靖夫（1992年）
- 音響演出：濱津守（1995年）
- 製作人
  - （1991年）：風間康久、加藤長輝
  - （1992年）：山崎敬之、肥田光久
  - （1993年）：池田憲章、丸田彰、池口和彦
  - （1995年）：池田憲章、肥田光久、丸田彰、加藤長輝
- 生產製作人：石川光久（1991年）、鈴木重裕（1993年）、安西武（1993年）、川崎とも子（1995年）
- 制作協力：IG龍之子（1991年）、Studio Pierrot（1993年）、童夢（1993年）、J.C.STAFF（1995年）
- 動畫制作：Animate Film（1991年、1993年、1995年）、アウベック（1992年）
- 制作
  - （1991年、1992年）：Movic、日本索尼音樂娛樂、東急AGENCY、IMAGICA、角川書店
  - （1993年、1995年）：角川書店、Movic、日本索尼音樂娛樂

### 主題曲
片尾曲
（1991年）
作詞：工藤順子，作曲、主唱：遊佐未森，編曲：中原信雄
（1992年）
作詞：坂田和子，作曲、編曲：崎谷健次郎，主唱：谷村有美
（1993年、1995年）
作詞：岡部真理子、鈴木祥子，作曲、主唱：鈴木祥子，編曲：鈴木祥子、菅原弘明
插入歌
「告死天使II」（1992年）
作詞：松本一起，作曲：都留教博，主唱：細坪基佳

## 電視動畫
在2015年1月宣佈將荒川弘所繪的漫畫版改編為電視動畫。同年4月5日，預定每個星期日17時至17小時30分在全國性網絡MBS、TBS系列播放。2015年年10月AJ 2016宣佈製作第2期《阿爾斯蘭戰記 風塵亂舞》，2016年7月3日起播放，共8話，同樣於全國性網絡MBS、TBS系列播放。
新作短篇動畫《企業戰士阿爾斯蘭》是《阿爾斯蘭戰記》的短篇Q版動畫，由NBC環球娛樂製作，在Youtube首播。

### 製作人員
- 原作：田中芳樹
- 漫畫：荒川弘（講談社「別冊少年Magazine」連載）
- 導演：阿部記之
- 系列構成：上江洲誠
- 總角色設計：小木曾伸吾
- 角色設計：田澤潮、渡邊和夫
- 概念設計：新妻大輔
- 動作監督：木村智
- 美術監督：工藤
- 色彩設計：篠原愛子
- CG導演：鈴木大介（第1期）、山下協（第2期）、横山貴央（OAD1）
- 建模導演：足立博志（第1期、OAD1）、島野達也（第2期）
- 攝影監督：増元由紀大
- 編輯：長谷川舞
- 音響監督：明田川仁
- 音響效果：小山恭正
- 音樂：岩代太郎
- 音樂制作：NBC環球娛樂
- 首席監製：立石謙介、丸山博雄、遠藤哲哉
- 監製：黑須禮央、川添千世、前田俊博、原裕和、里見哲朗、柳村努（第1期）→若林由美（第2期）、田中葉子
- 動畫制作：LIDENFILMS×三次元（第1期、OAD1）→LIDENFILMS（第2期）
- 製作
  - TV：「阿爾斯蘭戰記」製作委員會、MBS
  - OAD：「阿爾斯蘭戰記」OAD製作委員會

### 主題曲
第1期
片頭曲
「這不是我的話語 這是我們的共同話語（僕の言葉ではない これは僕達の言葉）」（第2話－第13話）
作詞、作曲：TAKUYA∞，編曲：UVERworld、平出悟，主唱：UVERworld
「漩渦與漩渦（渦と渦）」（第14話－第24話）
作詞、作曲：光村龍哉，編曲：NICO Touches the Walls & Takashi Asano，主唱：NICO Touches the Walls
第25話用作為片尾曲。
片尾曲
「青金寶石（ラピスラズリ）」（第1話－第13話）
作詞：Eir、加藤裕介，作曲、編曲：加藤裕介，主唱：藍井艾露
「One Light」（第13.5話－第24話）
作詞、作曲、編曲：梶浦由記，主唱：Kalafina
插曲（第25話）
作曲：岩代太郎，主唱：やなぎなぎ
第2期
片頭曲「翼」
作詞：Uki，作曲：山田龍平，編曲：加藤裕介，主唱：藍井艾露
片尾曲「blaze」
作詞、作曲、編曲：梶浦由記，主唱：Kalafina

### 各話列表
| 話數                | 日文標題 | 中文標題     | 劇本       | 分鏡                         | 演出                | 作畫監督                                                                                 | 總作畫監督          | 片尾插畫          | 對應原作小說 | 對應原作漫畫      | 播出日        |
| ------------------- | -------- | ------------ | ---------- | ---------------------------- | ------------------- | ---------------------------------------------------------------------------------------- | ------------------- | ----------------- | ------------ | ----------------- | ------------- |
| 第一章              |          |              | 上江洲誠   | 阿部記之                     | 阿部記之            | 田澤潮、吉田伊久雄 服部聰志                                                              | 小木曾伸吾          | 鈴木央            | 第一卷       | 第1話             | 2015年 4月5日 |
| 第二章              |          |              | 上江洲誠   | 小澤一浩                     | 西片康人            | 栗原基彦、渡邊和夫 陣内美帆、飯飼一幸                                                    | 小木曾伸吾          | 田中芳樹 （簽名） | 第一卷       | 第2話 - 第3話前半 | 4月12日       |
| 第三章              |          |              | 上江洲誠   | 中山奈緒美                   | 有富興二            | 成松義人、田之上慎 服部憲知                                                              | 田澤潮              | 瀨尾公治          | 第一卷       | 第3話後半 - 第4話 | 4月19日       |
| 第四章              |          | 厭世的軍師   | 待田堂子   | 牧野吉高                     | 牧野吉高            | 服部聰志、朝井聖子 栗田聰美、後藤孝宏 、金久保典江                                       | 渡邊和夫            | 久米田康治        | 第一卷       | 第5話             | 4月26日       |
| 第五章              |          |              | 朱白葵     | 瀨藤健嗣                     | 長濱亘彥            | 山崎展義                                                                                 | 田澤潮              | 渡邊靜            | 第一卷       | 第6話 - 第7話前半 | 5月3日        |
| 第六章              |          |              | 朱白葵     | 村川健一郎                   | 有富興二            | 山村俊了、飯飼一幸 小田多惠子                                                            | 渡邊和夫            | 佐藤文也          | 第一卷       | 第7話後半 - 第9話 | 5月10日       |
| 第七章              |          |              | 上江洲誠   | 田中孝行                     | 關大                | 金二星、山崎輝彦 許亨準                                                                  | 田澤潮              | 押見修造          | 第二卷       | 第10話 - 第12話   | 5月17日       |
| 第八章              |          | 背叛的英雄   | 上江洲誠   | 福田道生                     | 野上和男            | 服部聰志、箕輪豐 栗原基彦、田澤潮 熊田明子、成松義人 田之上慎、後藤孝宏                  | 小木曾伸吾          | 佐藤友生          | 第二卷       | 第13話 - 第16話   | 5月24日       |
| 第九章              |          | 面具之下     | 待田堂子   | 中島深 木村智                | 門田英明            | 服部一郎                                                                                 | 渡邊和夫            | 伊奈めぐみ        | 第二卷       | 第17話 - 第19話   | 5月31日       |
| 第十章              |          |              | 待田堂子   | 西片康人                     | 西片康人            | 吉田伊久雄、栗田聰美 熊田明子、服部聰志                                                  | 田澤潮              | 大今良時          | 第二卷       | 第20話 - 第24話   | 6月7日        |
| 第十一章            |          |              | 朱白葵     | 中山奈緒美 村川健一郎        | 榎本守              | 門智昭、田之上慎 成松義人、長山延好 李周鉉、Kim Jeong Eun                                | 渡邊和夫            | 渡邊和夫          | 第二卷       | 動畫版先行        | 6月14日       |
| 第十二章            |          | 騎士的忠義   | 朱白葵     | 濱崎博嗣                     | 又野弘道            | 山崎展義                                                                                 | 田澤潮              | 田澤潮            | 第二卷       | 動畫版先行        | 6月21日       |
| 第十三章            |          |              | 上江洲誠   | 田中孝行                     | 田中孝行            | 吉田伊久雄、石川準 飯飼一幸、山村俊了 阿部慈光                                           | 渡邊和夫            | 諫山創            | 第二卷       | 動畫版先行        | 6月28日       |
| 追憶之章 （總集篇） |          | 奪還之刃     | 不適用     | 不適用                       | 不適用              | 不適用                                                                                   | 不適用              | 不適用            | 不適用       | 動畫版先行        | 7月5日        |
| 第十四章            |          | 異國的王子   | 中村浩二郎 | 福田道生                     | 有富興二            | 栗原基彦、服部聰志 栗田聰美、熊田明子                                                    | 小木曾伸吾          | 真島浩            | 第三卷       | 動畫版先行        | 7月12日       |
| 第十五章            |          | 辛德拉的黑豹 | 朱白葵     | 原博                         | 前園文夫            | 小林一三                                                                                 | 箕輪豐 小木曾伸吾   | 西尾維新          | 第三卷       | 動畫版先行        | 7月19日       |
| 第十六章            |          | 落日悲歌     | 朱白葵     | 野上和男                     | 野上和男            | 橋本浩一、飯飼一幸 海島千本、吉田伊久雄 熊田明子、服部聰志 石川準、栗原基彦 KIM SUNG-BUM | 渡邊和夫            | 自稱清純派        | 第三卷       | 動畫版先行        | 7月26日       |
| 第十七章            |          | 神前決鬥     | 上江洲誠   | 中山奈緒美                   | 蔦田惣一            | 村尾稔                                                                                   | 田澤潮              | 吉河美希          | 第四卷       | 動畫版先行        | 8月2日        |
| 第十八章            |          |              | 中村浩二郎 | 西片康人                     | 西片康人            | 佐佐木萌、野本正幸                                                                       | 渡邊和夫 小木曾伸吾 | 藤村緋二          | 第四卷       | 動畫版先行        | 8月9日        |
| 第十九章            |          |              | 待田堂子   | 增井壯一                     | 榎本守 淺利藤彰     | 成松義人、田之上慎 門智昭、Kim Jeong Eun 吉田伊久雄、服部聰志                            | 田澤潮 小木曾伸吾   | 大暮維人          | 第四卷       | 動畫版先行        | 8月16日       |
| 第二十章            |          |              | 朱白葵     | 田中孝行                     | 田中孝行            | 今中俊輔、阿部慈光 石川準                                                                | 渡邊和夫 小木曾伸吾 | 大久保篤          | 第四卷       | 動畫版先行        | 8月23日       |
| 第二十一章          |          |              | 中村浩二郎 | 村川健一郎                   | 又野弘道            | 山崎展義、菅野智之                                                                       | 田澤潮 小木曾伸吾   | 中村光            | 第四卷       | 動畫版先行        | 8月30日       |
| 第二十二章          |          |              | 待田堂子   | 成田歲法                     | 浅見松雄            | 飯飼一幸、野崎麗子 能地清、佐佐木一浩 菅野智之、和田伸一 桜井このみ                      | 渡邊和夫 小木曾伸吾 | 橫山愛            | 第四卷       | 動畫版先行        | 9月6日        |
| 第二十三章          |          |              | 朱白葵     | 福田道生                     | 有富興二            | 小笠原里恵、合田麻美 吉田伊久雄、石川準 渡邊和夫                                         | 田澤潮              |                   | 第四卷       | 動畫版先行        | 9月13日       |
| 第二十四章          |          | 決戰         | 上江洲誠   | 中山奈緒美 村川健一郎 木村智 | 牧野吉高 中山奈緒美 | 今中俊輔、箕輪豐 栗原基彦、海島千本 吉田伊久雄、木村智 栗田聰美、水戶動畫                | 渡邊和夫            | 小木曾伸吾        | 第四卷       | 動畫版先行        | 9月20日       |
| 第二十五章          |          | 汗血公路     | 上江洲誠   | 阿部記之                     | 西片康人            | 阿部慈光、熊田明子 服部聰志、渡邊和夫                                                    | 小木曾伸吾          | 荒川弘            | 第四卷       | 動畫版先行        | 9月27日       |

| 話數         | 日文標題 | 中文標題 | 劇本     | 分鏡     | 演出     | 作畫監督                              | 總作畫監督 | 收錄卷    |
| ------------ | -------- | -------- | -------- | -------- | -------- | ------------------------------------- | ---------- | --------- |
| 外傳・第一章 |          | 汗血戀路 | 朱白葵   | 井出安軌 | 有富興二 | 阿部慈光                              | 渡邉和夫   | 漫畫第5卷 |
| 外傳・第二章 |          | 友情之宴 | 上江洲誠 | 西片康人 | 山內愛彌 | 吉田伊久雄、栗原基彦 栗田聰美、石川準 | 渡邉和夫   | 漫畫第6卷 |

| 話數   | 日文標題 | 中文標題   | 劇本       | 分鏡                       | 演出              | 作畫監督                                                          | 總作畫監督 | 片尾插畫 | 對應原作小說 | 播出日        |
| ------ | -------- | ---------- | ---------- | -------------------------- | ----------------- | ----------------------------------------------------------------- | ---------- | -------- | ------------ | ------------- |
| 第一章 |          |            | 上江洲誠   | 西片康人                   | 西片康人          | 阿部慈光、栗田聰美                                                | 田澤潮     | 荒川弘   | 第五卷       | 2016年 7月3日 |
| 第二章 |          | 王者對霸者 | 上江洲誠   | 阿部記之                   | 有富興二          | 吉田伊久雄、熊田明子 石川準、小林一三                             | 渡邉和夫   | 田中芳樹 | 第五卷       | 7月10日       |
| 第三章 |          | 征馬孤影   | 上江洲誠   | 山內愛彌                   | 山內愛彌          | 河野敏彌、箕輪豐 栗原基彦                                         | 田澤潮     | 末次由紀 | 第五卷       | 7月17日       |
| 第四章 |          |            | 中村浩二郎 | 井出安軌                   | 開田修            | 門智昭、田之上慎 柳孝相、能地清                                   | 渡邉和夫   | 安田典生 | 第六卷       | 7月24日       |
| 第五章 |          | 訣別       | 中村浩二郎 | 吉岡忍                     | 吉岡忍            | 今中俊輔、小梶慎也 中野良一                                       | 田澤潮     | 森川讓次 | 第六卷       | 7月31日       |
| 第六章 |          | 列王的災難 | 待田堂子   | 原博                       | 又野弘道          | 山崎展義                                                          | 渡邉和夫   | 弘兼憲史 | 第六卷       | 8月7日        |
| 第七章 |          |            | 上江洲誠   | 木村智                     | 有富興二          | 阿部慈光、栗田聰美 吉田伊久雄、石川準 木村智                      | 田澤潮     | 上條明峰 | 第六卷       | 8月14日       |
| 第八章 |          | 風塵亂舞   | 上江洲誠   | 西片康人 阿部記之 駒田由貴 | 山內愛彌 阿部記之 | 熊田明子、箕輪豐 栗原基彦、今中俊輔 小梶慎也、中野良一 小木曾伸吾 | 渡邉和夫   | 鈴木央   | 第六卷       | 8月21日       |

### 播放電視台
日本深夜動畫：下文記載的日本国内播放時間使用日本標準時間（UTC+9）表示。因為部分時間标识會採用30小时制，因此請留意这类超过24:00的时间，其實際播放時間為翌日清晨。
| 播放地區   | 播放電視台   | 播放日期               | 播放時間（UTC+9）                                             | 所屬聯播網 | 備註                         |
| 第1期      | 第1期        | 第1期                  | 第1期                                                         | 第1期      | 第1期                        |
| ---------- | ------------ | ---------------------- | ------------------------------------------------------------- | ---------- | ---------------------------- |
| 近畿廣域圈 | 每日放送     | 2015年4月5日－9月27日  | 星期日 17時00分－17時30分                                     | 日本新聞網 | 製作局                       |
| 日本全國   | TBS系列      | 2015年4月5日－9月27日  | 星期日 17時00分－17時30分                                     | 日本新聞網 |                              |
| 日本全國   | GYAO!        | 2015年4月5日－9月27日  | 星期日 17時30分 更新                                          | 網絡電視   |                              |
| 日本全國   | 萬代頻道     | 2015年4月14日－10月6日 | 星期二 24時00分 更新                                          | 網絡電視   |                              |
| 日本全國   | NICONICO直播 | 2015年4月14日－10月6日 | 星期二 25時00分－25時30分                                     | 網絡電視   |                              |
| 日本全國   | NICONICO頻道 | 2015年4月14日－10月6日 | 星期二 25時30分 更新                                          | 網絡電視   |                              |
| 日本全國   | ANIMAX       | 2015年8月6日－         | 星期四 19時00分－19時30分                                     | 衛星電視   | 有重播                       |
| 香港       | J2           | 2016年1月3日－7月2日   | 星期六 24時05分－24時35分 星期五 24時05分－24時35分(5月6日起) | 數碼電視   | 粵日雙語廣播                 |
| 第2期      |              |                        |                                                               |            |                              |
| 日本全國   | TBS系列      | 2016年7月3日 - 8月21日 | 星期日 17:00 - 17:30                                          | 日本新聞網 | 製作局                       |
| 日本全國   | ANIMAX       | 2016年10月5日 -        | 星期三 22:00 - 22:30                                          | 衛星電視   | 有重播                       |
| 香港       | J2           | 2017年1月8日－2月12日  | 星期日 23時35分－24時35分                                     | 數碼電視   | 粵日雙語廣播 有重播 連播兩集 |

### 藍光／DVD
| 卷 | 發售日         | 收錄話         | 規格編號  | 規格編號  |
| 卷 | 發售日         | 收錄話         | 藍光      | DVD       |
| -- | -------------- | -------------- | --------- | --------- |
| 1  | 2015年7月23日  | 第1話－第4話   | GNXA-1761 | GNBA-2341 |
| 2  | 2015年8月26日  | 第5話－第7話   | GNXA-1762 | GNBA-2342 |
| 3  | 2015年9月26日  | 第8話－第10話  | GNXA-1763 | GNBA-2343 |
| 4  | 2015年10月23日 | 第11話－第13話 | GNXA-1764 | GNBA-2344 |
| 5  | 2015年11月26日 | 第14話－第16話 | GNXA-1765 | GNBA-2345 |
| 6  | 2015年12月18日 | 第17話－第19話 | GNXA-1766 | GNBA-2346 |
| 7  | 2016年1月27日  | 第20話－第22話 | GNXA-1767 | GNBA-2347 |
| 8  | 2016年2月24日  | 第23話－第25話 | GNXA-1768 | GNBA-2348 |

## 遊戲
《阿爾斯蘭戰記×無雙》是光荣特库摩出品动作游戏，于2015年10月在日本PlayStation 3和PlayStation 4发售。游戏中文版于2015年12月发行，英文版预定于2016年初发行。

## 外部連結
- （日語）らいとすたっふ（页面存档备份，存于） - 田中芳樹管理、版權作品的著作權管理公司
- （日語）田中芳樹 阿爾斯蘭戰記 特設網站 | カッパ・ノベルス | 光文社 （页面存档备份，存于）
- （日語）網路漫畫『阿爾斯蘭戰記』第一話 （页面存档备份，存于）
- （日語）電視動畫「阿爾斯蘭戰記」官方網站 （页面存档备份，存于）
- （日語）kikubon（キクボン）「阿爾斯蘭戰記」朗読を発表（页面存档备份，存于）